# IC 342
IC 342 (również PGC 13826 lub UGC 2847) – galaktyka spiralna znajdująca się w konstelacji Żyrafy w odległości około 8,9 miliona lat świetlnych. Została odkryta 19 sierpnia 1892 roku przez Williama Fredericka Denninga.
Galaktyka IC 342 znajduje się zaledwie 10,5° od płaszczyzny dysku Drogi Mlecznej. Takie położenie tej galaktyki sprawia, że jej światło jest silnie przesłonięte przez gwiazdy, gaz oraz obłoki pyłowe należące do naszej Galaktyki. Gdyby nie ten fakt, to z racji stosunkowo niewielkiej odległości galaktyka ta należałaby do najjaśniejszych galaktyk naszego nieba.

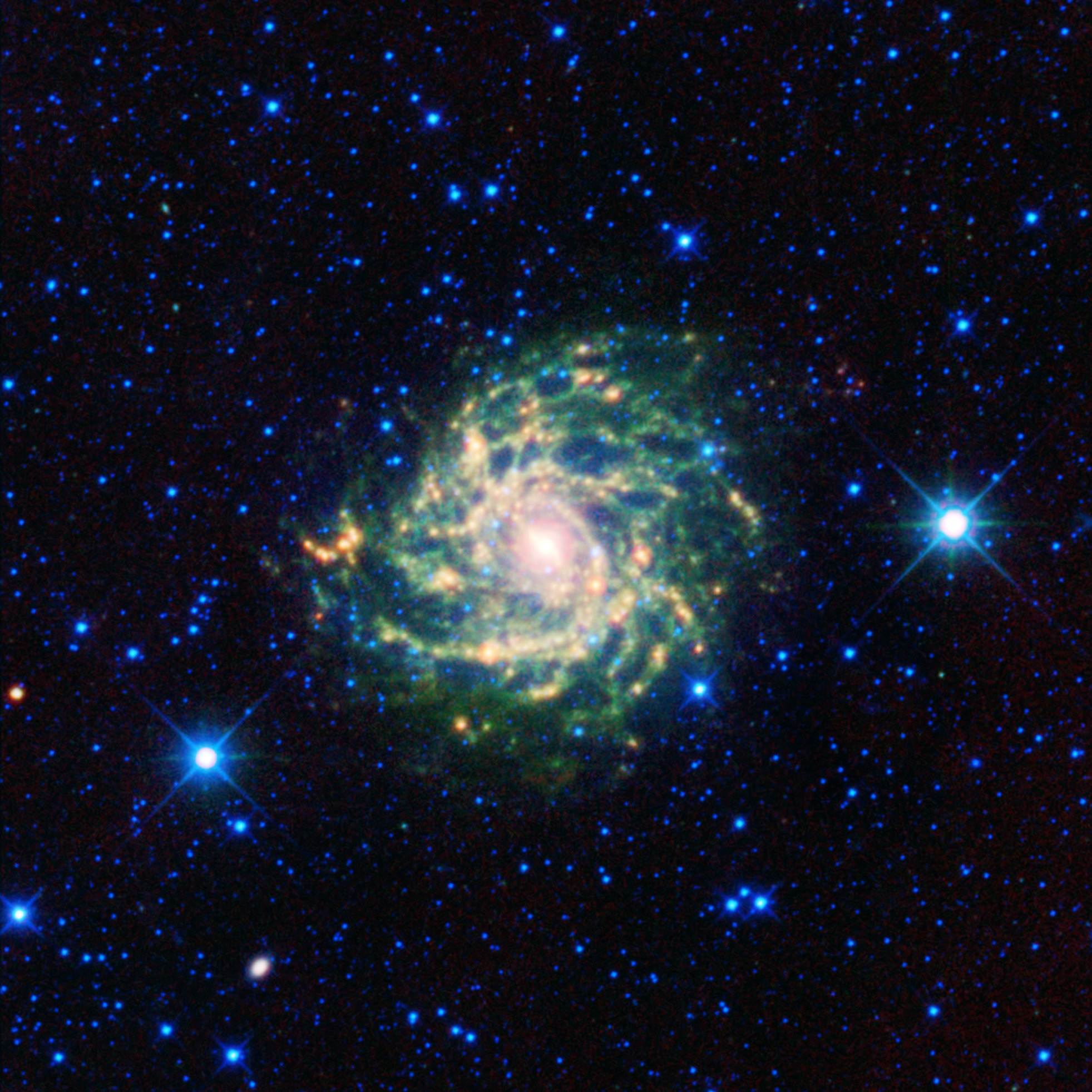
Obraz w podczerwieni z teleskopu kosmicznego WISE

W IC 342 są widoczne liczne obszary H II, rozłożone wzdłuż słabych ramion spiralnych. Obszary te są potencjalnie dobrze widoczne z powodu względnie silniejszego pochłaniania światła niebieskiego przez zasłaniający galaktykę pył. Wskazuje to na to, że mogła ona doświadczyć niedawnego wybuchu aktywności tworzenia gwiazd.
IC 342 należy do grupy galaktyk Maffei. Znajduje się ona wystarczająco blisko, by wpływać grawitacyjnie na ewolucję galaktyk Grupy Lokalnej, w tym również Drogi Mlecznej.